# Vodycja
Vodycja, česky také Apšice, ukrajinsky Водиця, maďarsky Kisapsa, je obec ve velkobočkovské venkovské komunitě, v okrese Rachov, v Zakarpatské oblasti Ukrajiny. Osadou obce Vodycja je Plajuc. V roce 2025 zde žilo 1882 obyvatel; v celé obci pak 2764 obyvatel.
V obci se nachází dva vodní zdroje – hydrologické památky. 

## Místní části
- Tjovšah, ukrajinsky Тьовшаг
- Ledjanyj, ukrajinsky Ледяний

## Historie
Do uzavření Trianonské smlouvy byla obec součástí Uherska, poté byla součástí Československa. Od roku 1945 byla obec součástí Ukrajinské sovětské socialistické republiky, která byla součástí Sovětského svazu; nakonec od roku 1991 je součástí samostatné Ukrajiny.